# Schörl (Mineral)
Das Mineral Schörl ist ein häufiges Ringsilikat aus der Turmalingruppe mit der idealisierten chemischen Zusammensetzung NaFe2+3Al6(Si6O18)(BO3)3(OH)3(OH).
Schörl kristallisiert mit trigonaler Symmetrie und bildet schwarze, oft gut ausgebildete, prismatische Kristalle von wenigen Zentimetern Größe, die in seltenen Fällen über einen Meter lang werden können. Die Prismenflächen zeigen oft eine deutliche Streifung in Längsrichtung. Im Dünnschliff zeigt Schörl einen sehr starken Pleochroismus von blass gelblich-braun nach intensiv gelb-braun. Wie alle Minerale der Turmalingruppe ist Schörl stark pyroelektrisch und piezoelektrisch.
Typlokalität sind die Seifen in Flusssedimenten des sächsischen Erzgebirges, die seit dem 12. Jahrhundert von eingewanderten Bergleuten aus dem Fichtelgebirge abgebaut wurden. Hier tritt Schörl zusammen mit Zinnstein auf.

## Etymologie und Geschichte

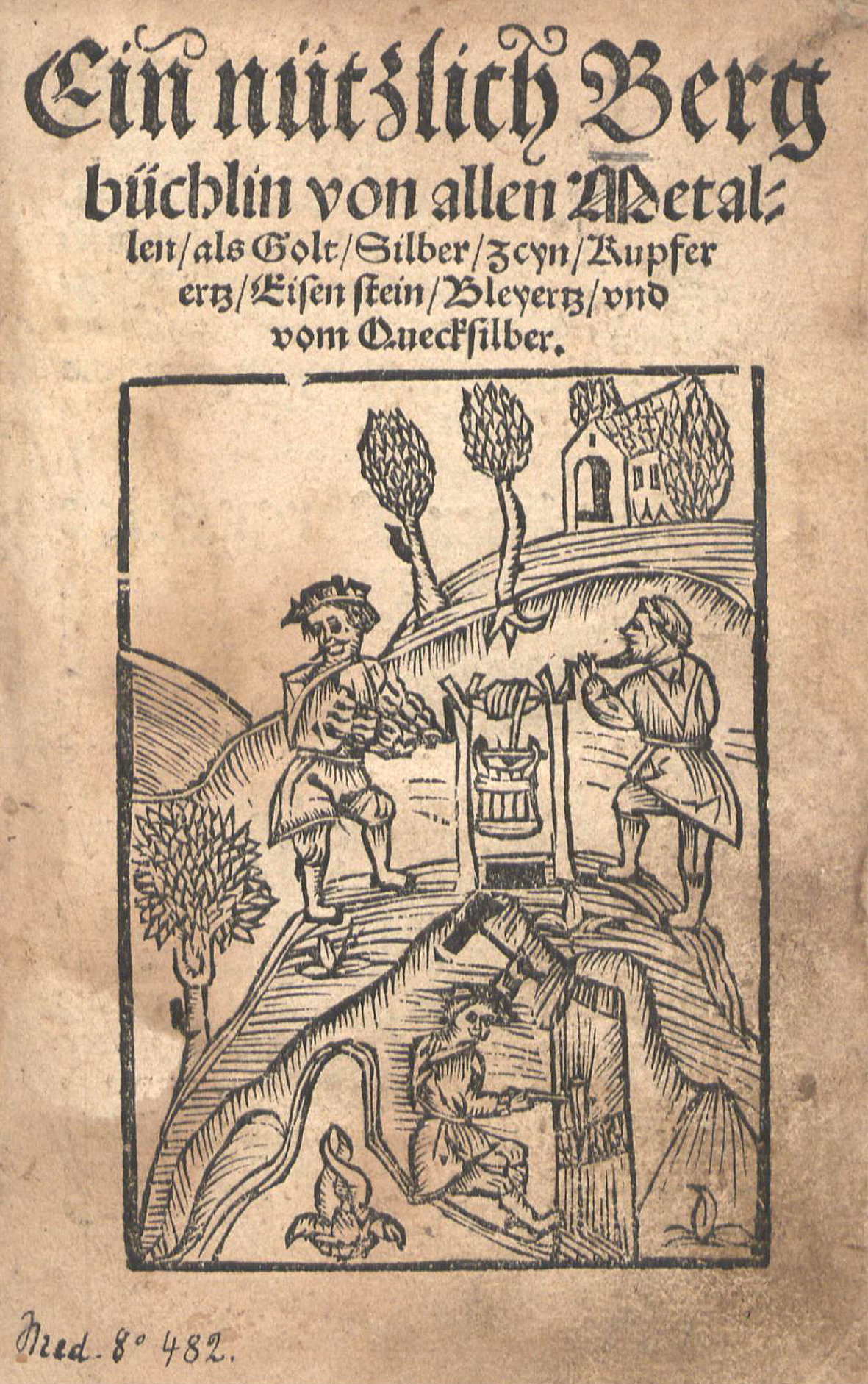
Ein nützlich Bergbüchlin (hier die Ausgabe von 1527) enthält die erste Erwähnung von Schörl

Der Name Schörl war in verschiedener Schreibweise vermutlich schon vor dem Jahr 1400 gebräuchlich, ist aber erst 1505 von Rülein von Calw in seinem „wohlgeordnet und nützlich büchlein, wie man bergwerk suchen und finden soll“ das erste Mal als Schörlein schriftlich festgehalten worden.
Im Jahr 1562, veröffentlichte der deutsche Pfarrer Johannes Mathesius seine Sarepta Oder Bergpostill, Sampt der Joachimßthalischen kurtzen Chroniken, eine Sammlung von 16 Predigten. In der 1559 entstandenen IX. Predigt „Vom Zin / Bley / Glet / Wismut und Spießglaß“ erwähnt er den Schürl, der zusammen mit dem Zwitter (Zinnstein) vorkommt und die Qualität des gewonnenen Zinns beeinträchtigt.
Über die Herkunft des Wortes Schörl gibt es verschiedene Hypothesen. Wahrscheinlich ist ein gemeinsamer Ursprung mit dem Wort Schor für Abfall. Auch ein Ursprung im althochdeutschen Schoro bzw. Schorlo für Felsgrund wurde in Betracht gezogen. Die mittelalterlichen Funde im sächsischen Erzgebirgskreis nahe der Ortschaft Zschorlau führten zu der Vermutung eines gemeinsamen Ursprungs von Orts- und Mineralname. Einerseits wurde vermutet, das Mineral sei nach seinem Fundort nahe Zschorlau, vor 1400 auch Schorl, Schorla, Schorle und Schorlo, benannt worden. Umgekehrt wurde auch vermutet, der Ort könnte nach dem Mineral benannt worden sein. Für den Ortsnamen Zschorlau wird eher eine Ableitung vom sorbischen Wort žórło für Quelle angenommen.
Der schwedische Name skörl geht möglicherweise auf skör (spröde) zurück. Bis etwa 1600 waren noch folgende Namen in Gebrauch: Schurel, Schörle und auch Schurl. Im 18. Jahrhundert setzte sich dann im deutschen Sprachraum der Name Schörl durch, der auch heute noch Verwendung findet. Im 18. Jahrhundert wurden die Bezeichnungen shorl und shirl in den angelsächsischen Sprachraum eingeführt, im 19. Jahrhundert auch die Bezeichnungen common schorl, schörl, schorl und iron tourmaline.
Die Zugehörigkeit des Schörl zu den Turmalinen erkannte als erster Jean-Baptiste Romé de L’Isle 1772 und die ersten chemischen Analysen publizierten Johann Christian Wiegleb im Jahr 1785 und Martin Heinrich Klaproth 1810. Suzanne Fortier und Gabrielle Donnay schließlich klärten 1975 die Struktur des Schörl auf.

## Klassifikation
In der strukturellen Klassifikation der International Mineralogical Association (IMA) gehört Schörl zusammen mit Fluor-Schörl, Dravit, Fluor-Dravit, Tsilaisit, Fluor-Tsilaisit, Chrom-Dravit und Vanadium-Dravit zur Alkali-Untergruppe 1 der Alkaligruppe in der Turmalinobergruppe.
Die seit 2001 gültige und bislang von der IMA verwendete 9. Auflage der Strunz’schen Mineralsystematik führt den Schörl in der Klasse 9 der „Silikate und Germanate“ und dort in die Abteilung C der „Ringsilikate“ auf. Diese Abteilung ist weiter unterteilt nach der Größe, Verknüpfung und Verzweigung der Silikatringe, so dass das Mineral entsprechend seinem Aufbau in der Unterabteilung „K. [Si6O18]12−-Sechser-Einfachringe mit inselartigen, komplexen Anionen“ zu finden ist, wo es zusammen mit Buergerit, Chromdravit (heute Chrom-Dravit), Dravit, Elbait, Feruvit, Foitit, Liddicoatit (heute Fluor-Liddicoatit), Magnesiofoitit, Olenit, Povondrait (Rn), Rossmanit, Uvit, Vanadium-Dravit zur „Turmalingruppe“ mit der System-Nr. 9.CK.05 gehört.

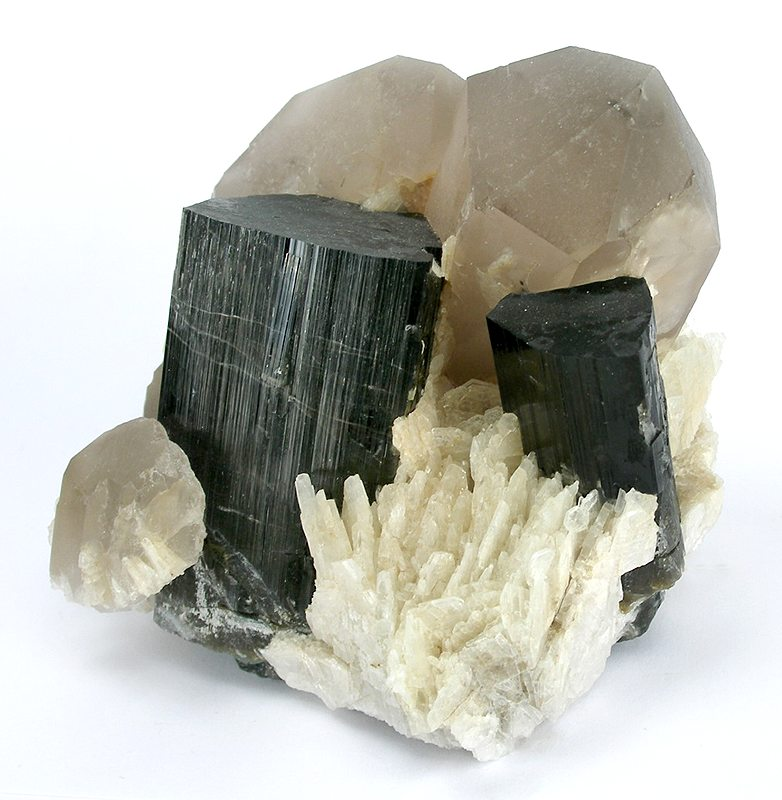
Schörl mit Quarz und Cleavelandit aus der Little Three Mine (Little 3), Ramona District, San Diego County, Kalifornien

Auch die veraltete, aber noch gebräuchliche 8. Auflage der Mineralsystematik nach Strunz ordnet den Schörl in die Mineralklasse „VIII Silikate und Germanate“ und in die Abteilung „C. Ringsilikate (Cyclosilikate)“ ein, wo er zusammen mit Buergerit, Dravit, Elbait, Tsilaisit (H), Uvit die „Turmalingruppe“ mit der System-Nr. VIII/C.08 bildet.
Die vorwiegend im englischen Sprachraum gebräuchliche Systematik der Minerale nach Dana ordnet den Schörl in die Klasse der „Silikate und Germanate“ und dort in die Abteilung der „Ringsilikate: Sechserringe“ ein. Hier ist er zusammen mit Dravit, Fluor-Schörl, Chrom-Dravit und Vanadium-Dravit in der „Schörl-Untergruppe“ mit der System-Nr. 61.03e.01 innerhalb der Unterabteilung „Systematik der Minerale nach Dana/Silikate#61.03e Ringsilikate: Sechserringe mit Boratgruppen (Natriumhaltige Turmalin-Untergruppe)“ zu finden.

## Chemismus
Schörl ist das Fe2+- Analog von Dravit und hat die idealisierte Zusammensetzung [X]Na[Y]Fe2+3[Z]Al6([T]Si6O18)(BO3)3[V](OH)3[W](OH), wobei [X], [Y], [Z], [T], [V] und [W] die Positionen in der Turmalinstruktur sind. Natürliche Schörle sind komplexe Mischkristalle mit variablen Gehalten der leichten Elemente Wasserstoff (H), Lithium (Li) und Bor (B) und enthalten neben verschiedenen weiteren Elementen fast immer auch dreiwertiges Eisen. Vollständige chemische Analysen erfordern daher eine Kombination verschiedener, aufwendiger Analysemethoden und werden selten durchgeführt. Für einen Schörl aus dem Alto Lighona Pegmatitfeld in Zambezia, Mozambique wurde folgende Strukturformel ermittelt:
- [X](Na0,64◻0,32K0,01Ca0,03) [Y](Mn0,18Fe2+1,71Al0,88Li0,11Zn0,03Ti0,07) [Z](Al5,67Fe3+0,28Mg0,05) [T](Si5,76Al0,24)O18(BO3)2,99(OH)3,96 F0,17

Die wesentlichen Substitutionen in schörlreichen Mischkristallen sind:
- [W]OH− = [W]F− (Fluor-Schörl)[19]
- [Y]Fe2+ = [Y]Mg2+ (Dravit)[20]
- 3[Y]Fe2+ = 1,5[Y]Li+ + 1,5[Y]Al3+ (Elbait)[21]

- [Y]Fe2+ + [W]OH− = [Y]Al3+ + [W]O2− (Oxy-Schörl)[21]
- [X]Na+ + [Y]Fe2+ = [X]◻ + [Y]Al3+ (Foitit)

## Kristallstruktur
Schörl kristallisiert mit trigonaler Symmetrie in der Raumgruppe R3m (Raumgruppen-Nr. 160) mit 3 Formeleinheiten pro Elementarzelle. Die Gitterparameter des oben aufgeführten natürlichen Mischkristalls sind a = 15,983(2) Å, c = 7,152(2) Å, die eines synthetischen Schörls a = 16,059(2) Å und c = 7,136(2) Å.
Die Struktur ist die von Turmalin. Natrium (Na+) wird auf der von neu Sauerstoffen umgebenen [X]-Position eingebaut, Eisen (Fe2+) auf der oktaedrisch koordinierten [Y]-Position, die ebenfalls oktaedrisch koordinierte [Z]-Position ist mit Aluminium (Al3+) besetzt und Silicium (Si4+) besetzt die tetraedrisch von 4 Sauerstoffionen umgebene T-Position. Die Anionenpositionen [V] und [W] sind beide mit (OH)-Gruppen belegt. Eine ungeordnete Verteilung von Fe2+ auf die verschiedenen oktaedrischen Positionen [Y] und [Z], wie für Magnesium im  Dravit beobachtet, spielt beim Schörl fast keine Rolle. Auf der [Z]-Position wird Eisen fast nur als Fe3+ eingebaut.

## Bildung und Fundorte

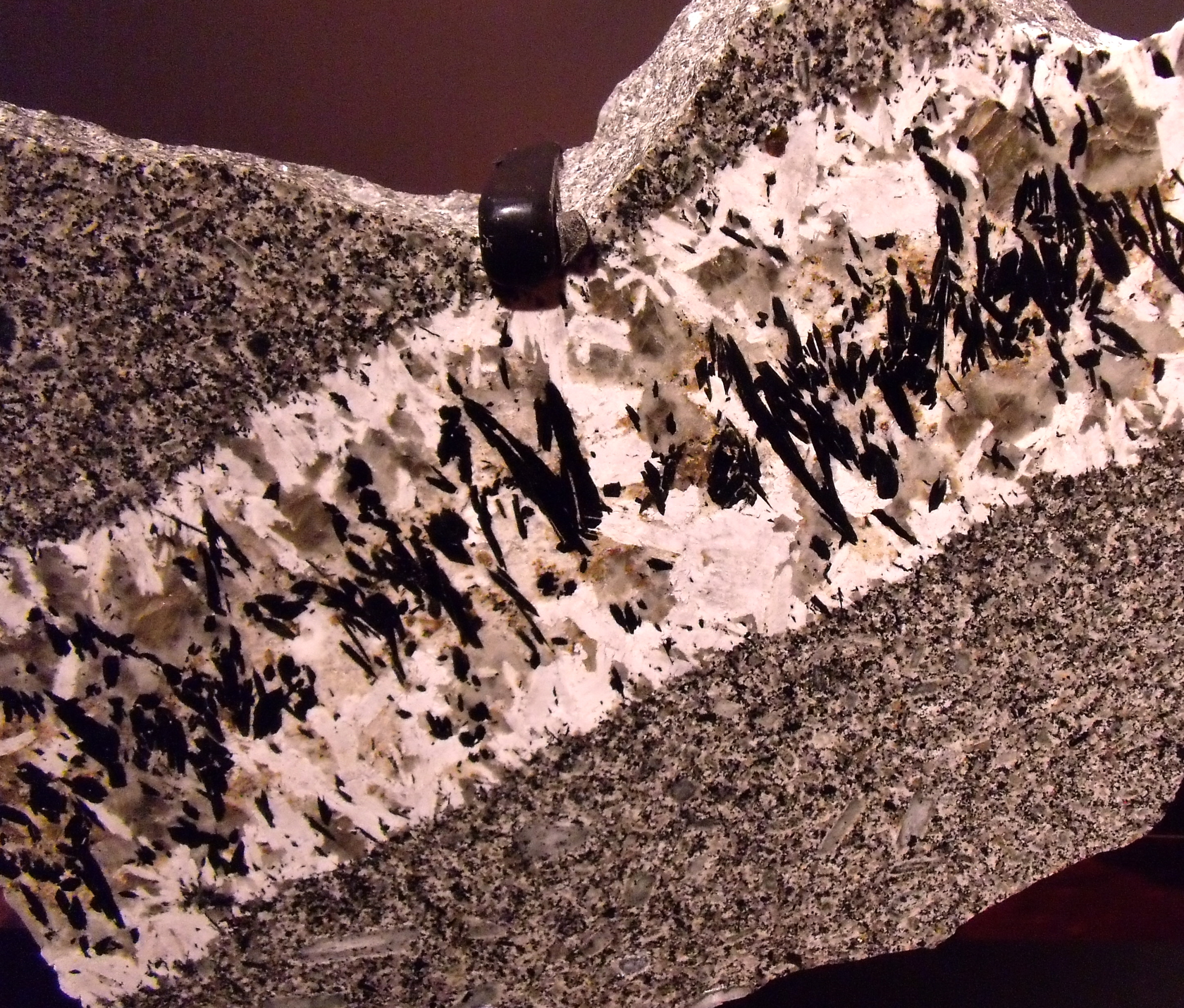
Schörl (schwarz) mit Feldspat (weiß) und Quarz (grau) in granitischen Pegmatitgang

Schörl ist das häufigste Mineral aus der Turmalingruppe und wurde weltweit in vielen Fundorten dokumentiert. Es tritt accessorisch in Graniten auf, granitischen Apliten und verbreitet in lithiumarmen Pegmatiten und hochtemperierten hydrothermalen Gängen. Gängige Begleitminerale sind neben den gesteinsbildenden Mineralen Quarz, Albit, Kalifeldspat, Muskovit und Granat die Minerale Epidot, Kassiterit, Topas, Wolframit, Scheelit, Fluorit und Beryll.

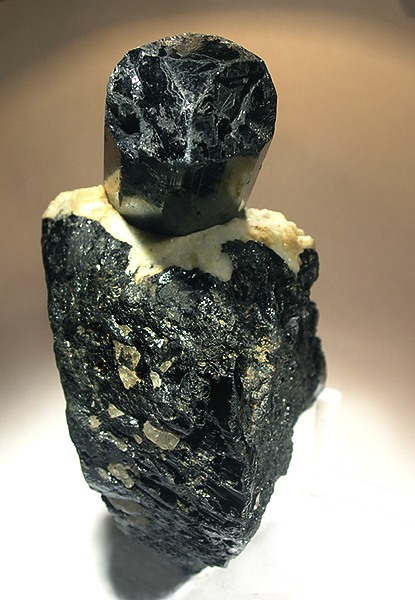
Schörl (oben) auf Cassiterit

Als Typlokalität werden die Seifen in Flusssedimenten des Sächsischen Erzgebirges angesehen, insbesondere die Zinnlagerstätten bei Ebersdorf, Geyer, Altenberg, Schneeberg, Zschorlau, Neustädtel und den böhmischen Orten Horní Slavkov (Schlackenwald), Nejdek (Neudek), Horní Blatná (Platten), Pernink (Bärringen), Černá Voda (Schwarzwasser) und Komáříhůrku.

## Verwendung
In der Regel unter dem Handelsnamen schwarzer Turmalin erhältlich, werden durchgehend schwarze Exemplare gerne als Schmuckstein verwendet.